# Schwarzafrikaner
Die Bezeichnungen Schwarzafrikaner und schwarzafrikanisch entstanden zur Zeit des europäischen Kolonialismus zur Abgrenzung von Menschen mit dunkler Hautfarbe und krausem Haar aus dem so genannten „Schwarzafrika“ südlich der Sahara gegenüber den hellhäutigeren Bevölkerungen Nordafrikas wie den indigenen Berbern.
Die frühe Völkerkunde (Ethnologie) übernahm die Bezeichnung Schwarzafrikaner zur überregionalen Unterscheidung von Völkern in Kulturarealen oder größeren Kulturräumen; in der modernen Wissenschaft wird die Bezeichnung vermieden. 
In der Sprache der Kolonisatoren wurde der nördliche Teil Weißafrika genannt und als „zivilisierter“ hervorgehoben, auch aufgrund seiner Geschichte als Grenzgebiet des Abendlandes (vergleiche die römische Provinz Africa; siehe auch Eurozentrismus). Zeitweise wurden Schwarzafrikaner auch „Mohren“ oder „Neger“ genannt. Als gedachte „Verbindungsrasse“ zwischen den Menschen der „zwei Afrikas“ wurde „Sudanneger“ als eigene Rasse konstruiert; diese Bezeichnung wurde noch 2004 in deutschsprachigen Schulbüchern verwendet.

## Begriffsbedeutung nach Frantz Fanon
Der französische, aus Martinique stammende Vordenker einer Dekolonialisierung Frantz Fanon (1925–1961) schrieb 1961 zu den Bedeutungen des Wortes Schwarzafrika und Schwarzafrikaner: „Man teilt Afrika in einen weißen und einen schwarzen Teil. Die Ersatzbezeichnungen: Afrika südlich der Sahara, können diesen latenten Rassismus nicht verschleiern.“ Mit dieser „dem eurozentristischen Weltbild entspringenden Vorstellung“ werde vermittelt, das weiße Afrika habe die Tradition einer „tausendjährigen Kultur“, sei mehr oder weniger „mediterran“, würde Europa widerspiegeln und habe teil an der abendländischen Kultur. Dem werde ein schwarzes Afrika gegenübergestellt, das als „träge, brutal und unzivilisiert – eine wilde Gegend“ dargestellt werde:

„Der schwarze Mensch erscheint aus der Perspektive des Weißen als minderwertig, aber umgekehrt ist der Weiße mit seinen »Errungenschaften« Zivilisation, Kultur, kurz Intellekt, nachahmenswert.“

Fanon schrieb auch, „der schwarze Mensch“ werde in eine neurotische Situation geworfen, wenn er in einer weißen Gesellschaft lebt, die deren Überlegenheit gegenüber der schwarzen Bevölkerung proklamiere. Fanon kritisierte, dass die „schwarze Person“ eine „weiße Maske“ tragen müsse, um in einer kolonialisierten Welt ernst genommen zu werden.
Gegen derartige abwertende Fremdbezeichnungen (Ethnophaulismen) stellen sich antikolonialistisch-revolutionäre Konzepte von „Afrikanität“; sie betonen afrikanische Identität und Stärken – eine Variante der Verarbeitung des kolonialen Traumas, wie etwa die Négritude-Bewegung des senegalesischen Politikers Léopold Sédar Senghor (1906–2001), die für „schwarzes Selbstbewusstsein“ und „Distanzierung zur weißen Gesellschaft“ eintritt.

## Subsahara-Afrika: Land der „Anderen“
Das abwertende Bild von den Schwarzafrikanern im südlich der Sahara gelegenen Teil des afrikanischen Kontinents gründete nicht allein auf den Auswirkungen des europäischen Kolonialismus, sondern darüber hinaus auch auf dem europäischen Handel mit Sklaven aus den Gebieten. Dortige Bewohner waren gleichzeitig Objekte des Sklavenhandels im Islam, zurückreichend bis in die ersten Jahrhunderte der Ausbreitung des Islam. Demgegenüber hatten sich noch die Gefährten des Propheten Mohammed im 7. Jahrhundert stolz zu ihrer afrikanischen Herkunft bekannt. Auch im Europa des 10. Jahrhunderts wurde noch unter dem Herrscher Otto I. der dunkelhäutige Heilige Mauritius verehrt, und das Auftreten der biblischen Heiligen Drei Könige zeigt noch eine Ebenbürtigkeit von Dunkelhäutigen.
Der französische Mittelalterhistoriker Jacques Heers (1924–2013) untersuchte in seiner Geschichte des Sklavenhandels vom 7. bis 16. Jahrhundert, wie die islamische Eroberung von Norden her immer weiter in den afrikanischen Kontinent vorstieß, aber Subsahara-Afrika von der Eroberung ausgeschlossen blieb und nur als heidnisches Reservoir für Sklaven ausgebeutet wurde. Dieses Reservoir war auch das Ziel beim arabischen Vordringen im Osten entlang des Indischen Ozeans, wobei ausschließlich Handelsplätze an der Küste angelaufen wurden, das Innere des Kontinents aber ausgespart blieb und vorwiegend Inseln wie Sansibar und die Komoren zu arabischen Stützpunkten wurden (siehe dazu auch die Swahili-Gesellschaft).
Zur grundsätzlichen Rechtfertigung der Versklavung berief man sich im Islam seit dem 11. Jahrhundert auf das, was Noachs Fluch gegenüber seinem jüngsten Sohn Ham bedeutete, dass er nämlich mit seinen Nachkommen zum Dienen verdammt wäre. Aus dem Islam ging die Berufung auf das Alte Testament mit ähnlicher Wirkung in die europäische Überlieferung über, als der atlantische Sklavenhandel zu rechtfertigen war (siehe dazu auch den Code Noir, ein französisches Gesetzeswerk, das die Sklaverei in den französischen Kolonien reglementierte).
Muslimische Gelehrte wie Avicenna, al-Idrisi oder Ibn Chaldūn (1332–1406) waren an der Verbreitung des schlechten Rufs der Schwarzen beteiligt, wobei sie sich ohne eigene Anschauung auf die beim griechischen Geographen und Philosophen Claudius Ptolemäus entfaltete Klimatheorie beriefen (um 150 n. Chr.). Die Hitze sei es, die die Menschen in diesen Gebieten den Einflüssen der Planeten Venus und Mars gleicherweise öffne und ihnen ein glühendes Temperament ohne die Mäßigung durch Selbstkontrolle verleihe. Nach Jacques Heers galten für die arabischen und berberischen Muslime die Schwarzen als die Einzigen, die die Sklaverei akzeptierten, und zwar aufgrund ihrer Stellung auf der menschlichen Rangleiter, wo sie in der Nähe der Tiere eingeordnet waren (siehe auch die Zandsch-Sklaven im Irak). Nie sei im Islam die Sklavenjagd in Subsahara-Afrika in Frage gestellt gewesen, was umso leichter durchzuhalten war, als afrikanische Mittelsmänner zu eigenem Nutzen für Nachschub sorgten (siehe auch Geschichte der Sklaverei in Afrika).

## Schwarzafrika in europäischer und amerikanischer Literatur
Der älteste teilweise in Afrika spielende Roman ist wohl Kapitän Singleton von Daniel Defoe aus dem Jahr 1720. Defoe zeigt darin für seine Zeit erstaunliche Kenntnisse Innerafrikas, die er vermutlich der sorgfältigen Auswertung von zeitgenössischen Reiseberichten verdankte. Erst 1863 nahm Jules Verne mit seinem ersten Roman Fünf Wochen im Ballon die literarische Beschäftigung mit dem Erdteil wieder auf. Verne hielt sich darin weitgehend an die Berichte der Forschungsreisenden.
Carl Falkenhorst, Otto Felsing und August Niemann schrieben gegen Ende des 19. Jahrhunderts in Afrika spielende Abenteuerromane, in denen unter anderem der Sklavenhandel und der Burenkrieg thematisiert wurden. Unter dem Titel Zehn Jahre im dunklen Afrika verfasste Otto Freitag ein Dutzend Bändchen von Romanen, die in Ägypten, dem Obernilgebiet und Ostafrika spielen. Dezidiert erotisch ist der Afrika-Roman Afrikas Semiramis des Leopold von Sacher-Masoch aus dem Jahr 1901.
In England war es vor allem H. Rider Haggard, der das Afrikabild des Durchschnittsengländers prägte. Der Kriminalautor Edgar Wallace lieferte ab 1911 zwölf Afrika-Romane um den Distriktskommissar Sanders, Leutnant Tibbets und den Afrikaner Bosambo.
Ab 1912 erschienen die insgesamt 36 Tarzan-Romane von Edgar Rice Burroughs, die ein abenteuerliches Afrika-Bild vermitteln. Die Schwarzafrikaner sind darin eine anonyme Masse und dadurch nicht einmal fähig, ausgeprägt böse zu sein. Mit Tarzan bei den Affen lief 1918 die erste Verfilmung, der zahlreiche weitere folgten.

## Verwendung der Bezeichnungen und Alternativen
In verschiedenen afrikanischen Sprachen dient die Hautfarbe zur Selbst- und Fremdbezeichnung. So heißt der Europäer in der Bambarasprache von Mali farajè („Weißhaut“) oder tulobilènin („kleines rotes Ohr“), der Afrikaner jedoch farafin („Schwarzhaut“). In der San-Sprache von Burkina Faso bedeutet seeci „schwarzer Mensch“ für Afrikaner und seefu „weißer Mensch“ für Europäer. In vielen der Bantusprachen Ost-, Süd und Zentralafrikas bedeutet Muzungu „weißer Mensch“ (in Swahili mzungu, in Kikongo mundele, wobei die Herkunft des Wortes nicht auf eine Farbe hinweist) und Mweusi ein „Mensch mit schwarzer Hautfarbe“.
Bei einer Umfrage in Wien empfanden 1993 etwa 3/4 der befragten Personen mit Herkunft südlich der Sahara den Ausdruck 'Schwarzafrikaner' als akzeptabel oder eher positiv besetzt. Rund 15 Jahre später führten Studierende um Erwin Ebermann am Institut für Kultur- und Sozialanthropologie der Universität Wien eine ähnliche Umfrage durch und fanden, dass er nur mehr von weniger als 20 % der Befragten akzeptiert wurde. Ein Erklärungsversuch sieht die Wurzeln der veränderten Haltung der Befragten in der Verdrängung der zuvor dominierenden und als extrem abwertend empfundenen Bezeichnung 'Neger' aus dem Sprachgebrauch, wodurch die weiterhin bestehenden Vorurteile nun auf die zuvor als eher positiv empfundene Bezeichnung 'Schwarzafrikaner' übertragen wurden. Der Begriff 'Schwarzafrikaner' wird so beispielsweise etwa um das 10fache häufiger mit z. B. Drogenhandel assoziiert als der Begriff 'Afrikaner', was auch die Ergebnislisten von Internet-Suchmaschinen zeigen, wenn jeweils nach beiden Begriffen gemeinsam gesucht wird.
Die aktuellere Wiener Umfrage ergab auch, dass schwarze Menschen aus Afrika am ehesten mit ihrem Eigennamen, ansonsten als Afrikaner oder als Staatsbürger ihres jeweiligen Landes bezeichnet werden wollen.
Im Deutschen werden auch aus den USA übernommene Bezeichnungen wie Afroamerikaner (englisch African American) oder die Entsprechung Afrodeutsche verwendet. Im Englischen wird auch die Bezeichnung People of African heritage („Menschen afrikanischer Herkunft“, wörtlich „afrikanischen Erbes“) verwendet und stellt ebenfalls eine Eigenbezeichnung im Sinne des gemeinsamen kulturellen Erbes dar. Im Zuge der US-amerikanischen Bürgerrechtsbewegung der 1960er Jahre wurde die Selbstbezeichnung Person of color (Plural People of Colour) eingeführt. Die Bezeichnung „Schwarze Menschen“ betont eine bestimmte politische Identität, wobei das Adjektiv groß geschrieben wird, um deutlich zu machen, dass es nach der Aussage einer Initiative „nicht um ‚biologische‘ Eigenschaften, sondern gesellschaftspolitische Zugehörigkeiten“ geht.